# Wilhelm Spahr
Wilhelm Spahr (* 8. März 1867 in Lich; † 3. Juni 1945 ebenda) war ein deutscher Architekt.

## Bauten und Entwürfe

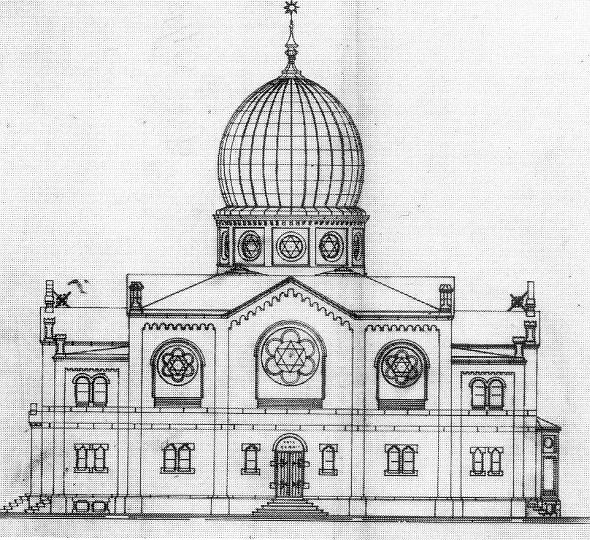
Zeichnung der Synagoge in Marburg von 1896. Das Gebäude wurde 1938 in der Pogromnacht zerstört

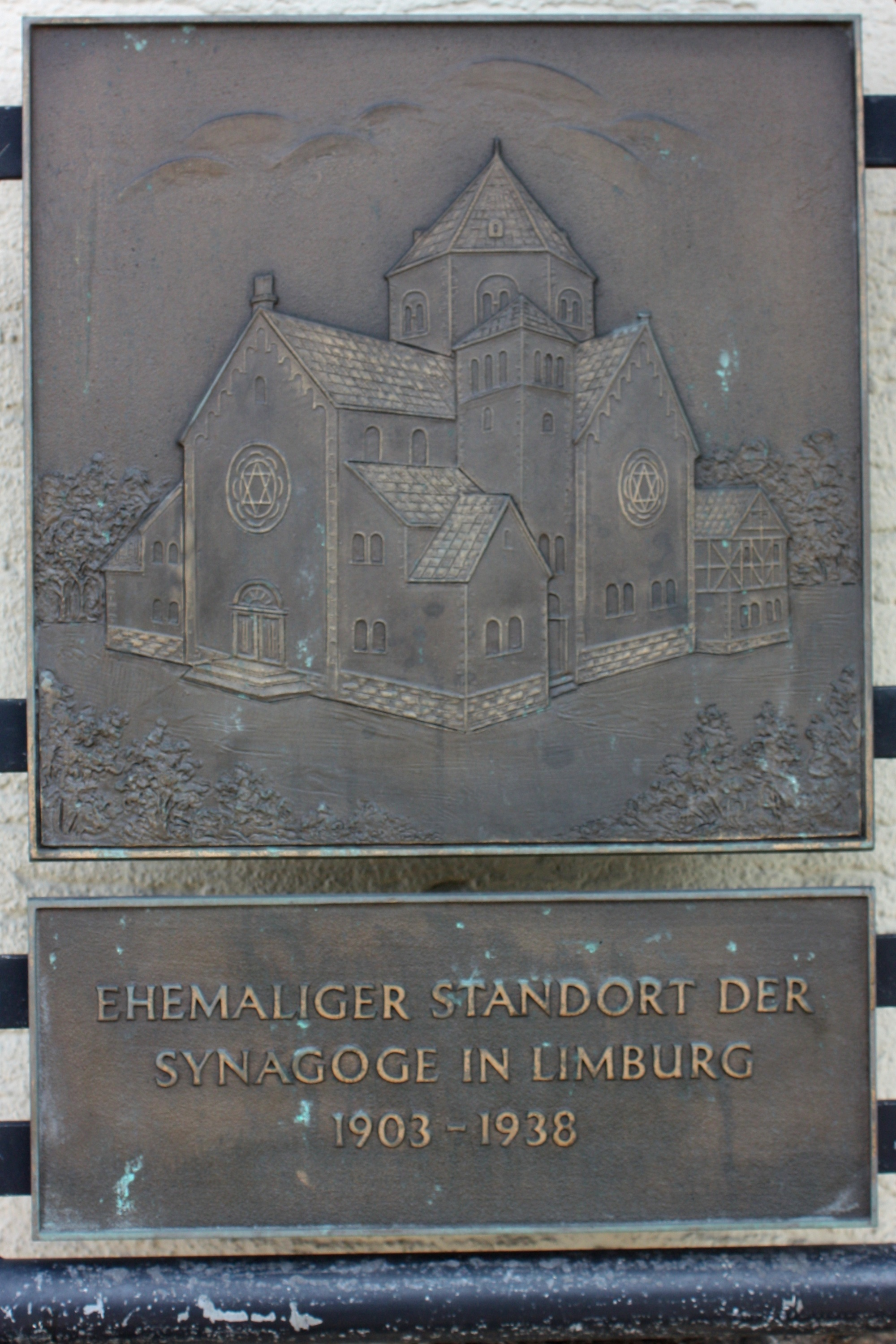
Gedenktafel am Standort der Synagoge in Limburg an der Lahn. Geplant 1902/03 von Spahr und 1938 in der Pogromnacht zerstört

1892 bekam er den ersten Bauauftrag, und zwar für die Bäckerei Klingelhöfer in der Haspelstraße in Marburg. 1893–94 errichtete er die östlich von Stadtallendorf gelegene Wallfahrtskapelle Mariabild, die Carl Schäfer 1877 entworfen hatte. 1894 veränderte er das Schiff der ev. Kirche zu Bortshausen. In den Jahren 1895–1897 arbeitete der Protestant Spahr an den Entwürfen, Plänen und dem Bau der Synagoge an der Marburger Universitätskirche, die 1938 zerstört wurde. Die Evangelische Kirche Ascherode, unweit Treysa, erneuerte Spahr 1896/1897. 1899/1900 entstand nach Spahrs Entwurf das Privathaus Bismarckstraße 32 in Marburg. 1901 wurde das Hotel Spies zu Gladenbach (Markstr. 28) von ihm im späthistoristischen Stil errichtet. Mit der Planung der Synagoge der Limburger Gemeinde beschäftigte er sich 1902/1903, 1903/1904 folgten Entwürfe für das Corpshaus der Teutonia Marburg. Eine von ihm entworfene Arbeitersiedlung am Rothenberg in Marburg (heute: Hausnummern 30 bis 44) wurde 1910 fertiggestellt. 1910/1911 erschien Spahrs Publikation „Über das Restaurieren der Baudenkmäler im Kreise Marburg i. H.“ in „Die Kunst unserer Heimat“.